# SODRE交響楽団
SODRE交響楽団（Orquesta Sinfónica del SODRE）は、ウルグアイのSODREに所属する放送オーケストラ。

## 概要
ヴィセンテ・パブロとヴィルジリオ・スカラベッリにより、1931年6月1日に設立される。同月20日にはエルネスト・アンセルメとランベルト・バルディが指揮して初公演が行われ、翌年よりバルディが首席指揮者に就任した。このオーケストラが結成されてからは、エーリヒ・クライバー、フリッツ・ブッシュ、アルベール・ヴォルフ等が来演して、オーケストラのスキルアップに貢献した。

## 歴代の首席指揮者
- ランベルト・ヴァルディ （1932年 - 1949年）
- フアン・ホセ・カストロ （1949年 - 1952年）
- ランベルト・ヴァルディ （1951年 - 1953年）
- ピエロ・ガンバ （1991年 - 1992年）
- ミゲル・パトロン・マルカンド （1996年 - 1999年）
- ニコラス・ラウス （2023年 - ）

## 註
1. ↑  ウルグアイ国営放送(Servicio Oficial de Difusión, Radiotelevisión y Espectáculos)の略。
2. ↑  “Symphony of Sodre OSSODRE”.   SODRE. 2016年2月13日時点のオリジナルよりアーカイブ。2016年2月13日閲覧。